# José Mauricio Vélez García
José Mauricio Vélez García (Medellín, Colômbia, 17 de junho de 1964) é um ministro colombiano e bispo auxiliar católico romano de Medellín.
José Mauricio Vélez García recebeu o Sacramento da Ordem em 5 de dezembro de 1992.
O Papa Francisco o nomeou Bispo Titular de Lapda e Bispo Auxiliar de Medellín em 17 de janeiro de 2017. O Arcebispo de Medellín, Ricardo Antonio Tobón Restrepo, o consagrou em 25 de fevereiro do mesmo ano; Co-consagradores foram os bispos auxiliares Elkin Fernando Álvarez Botero e Edgar Aristizábal Quintero de Medellín.